# Liste der Antares-Raketenstarts

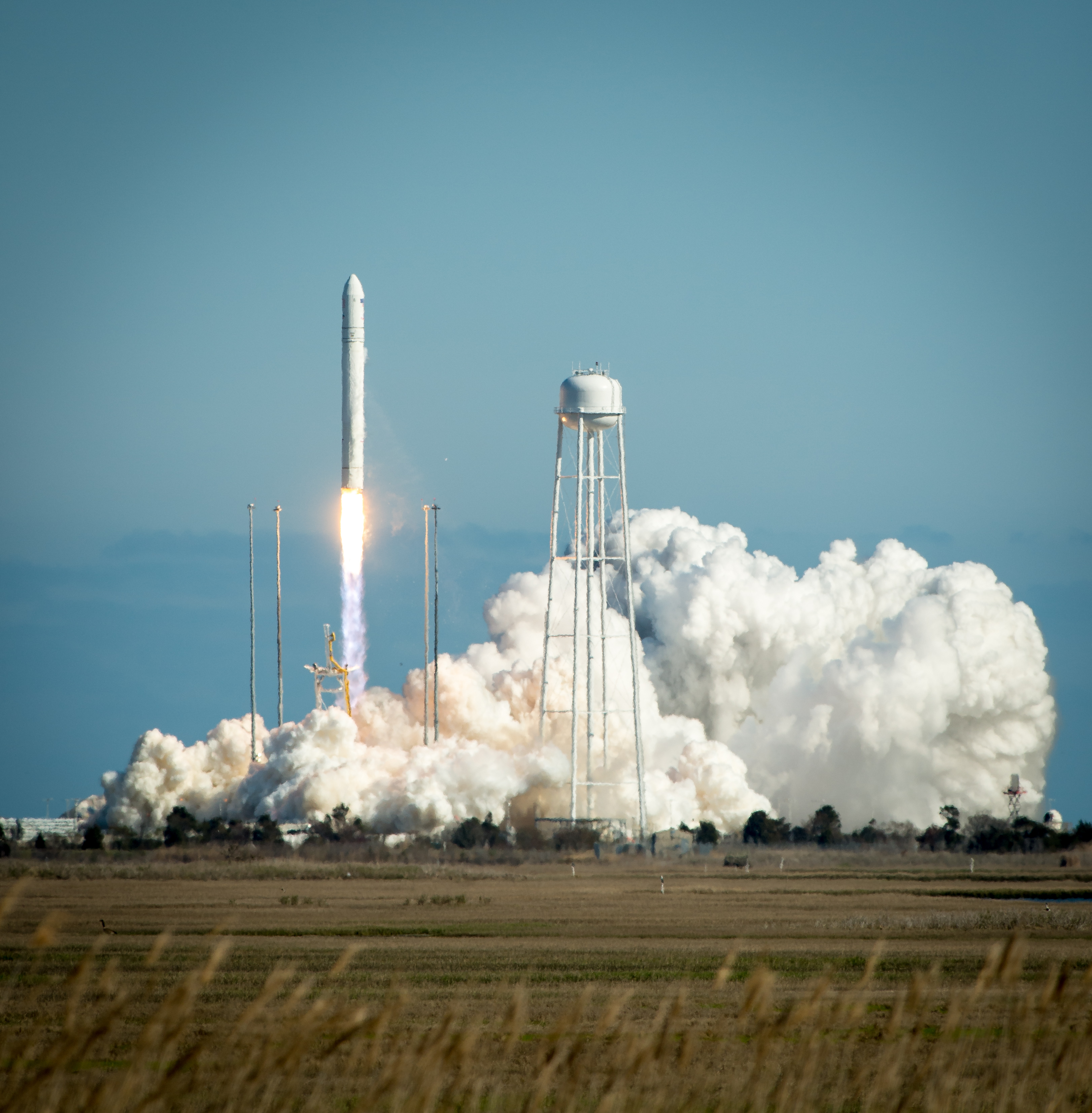
Erstflug der Antares-110-Rakete

Die Liste der Antares-Raketenstarts umfasst alle absolvierten und geplanten Starts der Trägerraketen Antares der Orbital Sciences Corporation.

## Bisherige Starts
Stand der Liste: 28. Februar 2025
Alle Starts erfolgten von der Startrampe 0A des Mid-Atlantic Regional Spaceport (MARS) auf Wallops Island, Virginia.
Die Cygnus-Frachter transportierten vor allem Ausrüstungsgegenstände und Versorgungsmaterial zur ISS. Außerdem wurden Kleinsatelliten mit ins All gebracht, die im Folgenden als weitere Nutzlasten aufgeführt sind. Manche davon wurden direkt in eine Umlaufbahn ausgesetzt, andere wurden zunächst auf die ISS gebracht und von dort ausgesetzt. Das Symbol ◻ kennzeichnet Cubesats; TE steht für „Technologieerprobung“.
| Lfd. Nr. | Datum (UTC)         | Typ          | Nutzlast | Art/Zweck der Nutzlast | Orbit 2 | Anmerkungen                                                                            |
| -------- | ------------------- | ------------ | --- | --- | ------- | -------------------------------------------------------------------------------------- |
| 01       | 21. Apr. 2013 21:00 | Antares-110  | Cygnus-Attrappe Dove-1 3× PhoneSat | Massesimulator Technologieerprobung ◻ | LEO     | Erfolg                                                                                 |
| 02       | 18. Sep. 2013 14:58 | Antares-110  | Cygnus Orb-D1: G. David Low | Raumfrachter | LEO     | Erfolg                                                                                 |
| 03       | 9. Jan. 2014 18:07  | Antares-120  | Cygnus Orb-1: C. Gordon Fullerton | CRS-Raumfrachter | LEO     | Erfolg                                                                                 |
| 04       | 13. Juli 2014 16:52 | Antares-120  | Cygnus Orb-2: Janice E. Voss | CRS-Raumfrachter | LEO     | Erfolg                                                                                 |
| 05       | 28. Okt. 2014 22:22 | Antares-130  | Cygnus Orb-3: Deke Slayton | CRS-Raumfrachter | LEO     | FehlschlagSelbstzerstörung, nachdem 15 Sekunden nach dem Start ein Triebwerk versagte. |
| 06       | 17. Okt. 2016 23:45 | Antares-230  | Cygnus OA-5: Alan Poindexter 4× Lemur-2 | CRS-Raumfrachter AIS-/Wettersatelliten ◻ | LEO     | Erfolg                                                                                 |
| 07       | 12. Nov. 2017 12:19 | Antares-230  | Cygnus OA-8: Gene Cernan 8× Lemur-2 Elana 13 CHEFsat Asgardia 1 2× Aerocube PropCube 2 | CRS-Raumfrachter AIS-/Wettersatelliten ◻ 3 Hochschulprojekte ◻ TE/Kommunikation ◻ Forschung ◻ | LEO     | Erfolg                                                                                 |
| 08       | 21. Mai 2018 08:44  | Antares-230  | Cygnus OA-9: J.R. Thompson 4× Lemur-2 Elana 23 2× AeroCube Radix EnduroSat One | CRS-Raumfrachter AIS-/Wettersatelliten ◻ 7 Hochschulprojekte ◻ Technologieerprobung ◻ | LEO     | Erfolg                                                                                 |
| 09       | 17. Nov. 2018 09:01 | Antares-230  | Cygnus NG-10: John Young KickSat 2 Chefsat 2 MYSat 1 | CRS-Raumfrachter Wirtsatellit mit 100 Femtosatelliten ◻ TE/Kommunikation ◻ Hochschulprojekt ◻ | LEO     | Erfolg                                                                                 |
| 10       | 17. Apr. 2019 20:46 | Antares-230  | Cygnus NG-11: Roger Chaffee Elana 26: 3 × VCC 12 × Thinsat-1 Uguisu Raavana 1 NepaliSat-1 EntrySat IOD-GEMS SpooQy 1 Światowid KrakSat AeroCube 10A, 10B Seeker SASSI²                              | CRS-Raumfrachter Hochschulprojekt ◻ Hochschulprojekte ◻ Hochschulprojekt ◻ Technologieerprobung ◻ TE/Erdbeobachtung ◻ Hochschulprojekt ◻ 2 × Technologieerprobung ◻ Inspektionskamera ◻ Atmosphärenforschung ◻                      | LEO     | Erfolg                                                                                 |
| 11       | 2. Nov. 2019 13:59  | Antares-230+ | Cygnus NG-12: Alan Bean STPSat 4 Elana 25A 4× AeroCube Orbital Factory 2 (OF 2) | CRS-Raumfrachter Technologieerprobung 7 Hochschulprojekte ◻ Technologieerprobung ◻ | LEO     | Erfolg                                                                                 |
| 12       | 15. Feb. 2020 20:21 | Antares-230+ | Cygnus NG-13: Robert Lawrence Elana 30 Red-Eye-2 (Merlot) Red-Eye-3 (Cabernet) DeMi | CRS-Raumfrachter Hochschulprojekt ◻ Technologieerprobung ◻ | LEO     | Erfolg                                                                                 |
| 13       | 3. Okt. 2020 01:16  | Antares-230+ | Cygnus NG-14: Kalpana Chawla Elana 31 2× Lemur-2 Descent Sattla 1 | CRS-Raumfrachter 3 Hochschulprojekte ◻ Meteorologie, AIS ◻ TE/Deorbiting ◻ Hochschulprojekt ◻ | LEO     | Erfolg                                                                                 |
| 14       | 20. Feb. 2021 17:36 | Antares-230+ | Cygnus NG-15: Katherine Johnson Elana 33: IT-SPINS Gunsmoke-J 2 9 × Thinsat-2 MySat-2 (Dhabisat) Tau-Sat 1 Guaranisat 1 Maya 2 Tsuru WARP-01 RSP-01 STARC-EC (Sanko) OPUSAT-II ORCA-6, 7 Lawkanat-1 | CRS-Raumfrachter Hochschulprojekt ◻ TE/Erdbeobachtung ◻ Hochschulprojekte ◻ Technologieerprobung ◻ Hochschulprojekt ◻ Forschung ◻ Technologieerprobung ◻ TE? ◻ Technologieerprobung ◻ 2× Technologieerprobung ◻ TE/Erdbeobachtung ◻ | LEO     | Erfolg                                                                                 |
| 15       | 10. Aug. 2021 22:01 | Antares-230+ | Cygnus NG-16: Ellison Onizuka | CRS-Raumfrachter | LEO     | Erfolg                                                                                 |
| 16       | 19. Feb. 2022 17:40 | Antares-230+ | Cygnus NG-17 | CRS-Raumfrachter | LEO     | Erfolg                                                                                 |
| 17       | 7. Nov. 2022 10:23  | Antares-230+ | Cygnus NG-18 | CRS-Raumfrachter | LEO     | Erfolg                                                                                 |
| 18       | 2. Aug. 2023 00:31  | Antares-230+ | Cygnus NG-19 | CRS-Raumfrachter | LEO     | Erfolg                                                                                 |

## Geplante Starts
Letzte Aktualisierung: 2. August 2023
Alle Starts sollen von der Rampe 0A des Mid-Atlantic Regional Spaceport erfolgen.
| Lfd. Nr. | Datum (UTC) | Typ         | Nutzlast | Art der Nutzlast | Orbit 2 | Anmerkungen |
| -------- | ----------- | ----------- | -------- | ---------------- | ------- | ----------- |
| 19       | Sommer 2025 | Antares 330 |          |                  | LEO     |             |